# Placówka Straży Granicznej w Łaszczowie
Placówka Straży Granicznej w Łaszczowie/Placówka Straży Granicznej w Łaszczowie z siedzibą w Lubyczy Królewskiej – zlikwidowana graniczna jednostka organizacyjna Straży Granicznej realizująca zadania w ochronie granicy państwowej z Ukrainą.

## Formowanie i zmiany organizacyjne
Placówka Straży Granicznej w Łaszczowie (PSG w Łaszczowie) z siedzibą w Łaszczowie, została powołana 24 sierpnia 2005 Ustawą z 22 kwietnia 2005 O zmianie ustawy o Straży Granicznej..., w strukturach Nadbużańskiego Oddziału Straży Granicznej w Chełmie z przemianowania dotychczas funkcjonującej Strażnicy Straży Granicznej w Łaszczowie (Strażnica SG w Łaszczowie). Znacznie rozszerzono także uprawnienia komendantów, m.in. w zakresie działań podejmowanych wobec cudzoziemców przebywających na terytorium RP.
Z końcem 2005 odeszli ze służby ostatni funkcjonariusze służby kandydackiej. Było to możliwe dzięki intensywnie realizowanemu programowi uzawodowienia, w ramach którego w latach 2001–2006 przyjęto do NOSG 1280 funkcjonariuszy służby przygotowawczej.
1 sierpnia 2011 z uwagi na nieodpowiednie warunki lokalowe i stan techniczny obiektu siedziba placówki SG została przeniesiona do Lubyczy Królewskiej przy ul. Kolejowej 5. Początkowo miała to być tymczasowa siedziba na trzy lata i załoga miała przenieść się do Ulhówka, bo tam miała powstać nowa placówka SG (Aktem  notarialnym z 9 września 2004 rep. A nr 6130/2004, wójt Kazimierz Dziuruń, działając w imieniu gminy Ulhówek, darował na rzecz Skarbu Państwa – z przeznaczeniem nieruchomości na cele związane z obronnością i bezpieczeństwem ludności oraz państwa – pod budowę nowego kompleksu Strażnicy Straży Granicznej w Ulhówku. Własność działki: położone w obrębie SHR Ulhówek, oznaczone nr 185/4 i 185/5, objęte księgą wieczystą nr 46927). Nadbużański Oddział Straży Granicznej w Chełmie zlecił wykonanie odpowiednich projektów, za które poniósł koszt w wysokości 100 tysięcy zł. Zgodnie z „Koncepcją funkcjonowania Straży Granicznej w latach 2009–2015” placówka miała być uruchomiona w IV kwartale 2014. Szacunkowy czas realizacji inwestycji wahał się w okolicach dwudziestu miesięcy od momentu uzyskania decyzji ministra finansów o zapewnieniu finansowania realizacji przedsięwzięcia. Mając powyższe na uwadze, że ukończenie robót i realizowanie przedsięwzięcia w planowanym terminie nie było możliwe, zaniechano tej lokalizacji.
Wraz z wygaśnięciem trwałego zarządu Straży Granicznej nad kompleksem budowlanym w Łaszczowie, został on przekazany do zasobów Skarbu Państwa.
Zarządzeniem nr 9 Komendanta Głównego Straży Granicznej z 31 stycznia 2012, 1 lutego 2012 Placówka Straży Granicznej w Łaszczowie została przekształcona, a w strukturach Nadbużańskiego Oddziału Straży Granicznej została powołana Placówka Straży Granicznej w Łaszczowie z siedzibą w Lubyczy Królewskiej.
Zarządzeniem nr 55 Komendanta Głównego Straży Granicznej z 28 kwietnia 2011, 1 maja 2014 Placówka Straży Granicznej w Łaszczowie z siedzibą w Lubyczy Królewskiej została przekształcona, a w strukturach Nadbużańskiego Oddziału Straży Granicznej została powołana Placówka Straży Granicznej w Lubyczy Królewskiej.

## Ochrona granicy
Całkowita długość ochranianego odcinka granicy państwowej wynosiła 16,04 km i była to wyłącznie granica lądowa z Ukrainą.
Do ochrony powierzonego odcinka granicy państwowej placówka wykorzystywała wieżę obserwacyjną w miejscowości Machnów Nowy z lokalnym ośrodkiem nadzoru w placówce SG w Łaszczowie z siedzibą w Lubyczy Królewskiej.

### Terytorialny zasięg działania
Obszar służbowej odpowiedzialności Placówki SG w Łaszczowie obejmował gminy: Jarczów, Łaszczów, Ulhówek, Rachanie i Lubycza Królewska.
Stan z 1 lutego 2012
Placówka SG w Łaszczowie z siedzibą w Lubyczy Królewskiej ochraniała odcinek granicy państwowej:
- Od znaku granicznego nr 658 do znaku granicznego nr 700.
- Linia rozgraniczenia z:

1. Placówką Straży Granicznej w Chłopiatynie: włącznie znak graniczny nr 700, dalej Korczmin, wyłącznie PGR Korczmin, PGR Krzewica, Rzeplin, Kolonia Rzeplin, wyłącznie Zachajek, dalej granicą gmin Telatyn i Ulhówek, Telatyn i Łaszczów, rzeką Kmiczynką do granicy gmin Łaszczów i Tyszowce.
2. Placówką Straży Granicznej w Hrebennem: wyłącznie znak graniczny nr 658, dalej południową stroną nasypu dawnej linii kolejowej z Hrebennego do Sokala, następnie przez rzekę Sołokija do stawów hodowlanych. Dalej wzdłuż wschodniej grobli tych stawów do północnego skraju lasu pomiędzy Kornie i Machnów Stary, dalej północną ścianą lasu przez drogę Kornie – Machnów Stary w kierunku zachodnim do punktu wysokościowego nr 230,1; dalej drogą polną w kierunku zachodnim do południowej ściany lasu położonego za miejscowością Teniatyska (punkt wysokościowy nr 239,2 przy skrzyżowaniu dróg gruntowych). Dalej drogą leśną w kierunku południowo-zachodnim przez rzekę Sołokija oraz szlak kolejowy Hrebenne – Lubycza Królewska, do drogi krajowej nr 17. Dalej wzdłuż drogi krajowej nr 17 do miejscowości Lubycza Królewska, dalej wzdłuż drogi Lubycza Królewska – Ruda Żurawiecka – Żurawce – Korhynie do miejscowości Korhynie, a następnie do punktu wysokościowego 296,7 za miejscowością Korhynie. Dalej do Kolonia Korhynie i dalej drogą gruntową w kierunku północnym przez drogę Wierszczyca – Tomaszów Lubelski zachodnią ścianą lasu za miejscowością Przewłoka, do punktu wysokościowego 293,0. Dalej do granicy gmin Tomaszów Lubelski i Jarczów pomiędzy  miejscowościami Klekacze i Nedeżów i dalej granicą tych gmin do styku z gminą Rachanie.

- Poza strefą nadgraniczną z powiatu tomaszowskiego gmina Rachanie.

## Placówki sąsiednie
- Placówka SG w Chłopiatynie ⇔ Placówka SG w Hrebennem – 01.08.2011[7]
- Placówka SG w Chłopiatynie ⇔ Placówka SG w Hrebennem – 01.02.2012[1].

## Komendanci placówki
- ppłk SG Mariusz Ziembiński (był 20.05.2011)[8].

## Upamiętnienie
20 maja 2011 z okazji jubileuszu XX-lecia Straży Granicznej, w Placówce SG w Łaszczowie została otwarta Sala Tradycji Formacji Granicznych prezentująca SG II RP, KOP, WOP, SG III RP. Ekspozycję, opracowano w oparciu o eksponaty z własnych zbiorów, przygotował sierż. sztab. SG Tomasz Sak, członek Stowarzyszenia Weteranów Polskich Formacji Granicznych. Otwarcie Sali Tradycji odbyło się w obecności Komendanta Placówki ppłk Mariusza Ziembińskiego, burmistrza miasta Łaszczów Cezarego Mariana Girgiela i funkcjonariuszy Placówki, którzy w trakcie uroczystości otrzymali awanse na wyższe stopnie.